# Shewanella woodyi
Shewanella woodyi es una bacteria luminosa exclusivamente respiratoria.  No es fermentativo, con la cepa tipo ATCC 51908 (= MS32).

## Otras lecturas
- Ersoy Omeroglu, Esra; Karaboz, Ismail; Sudagidan, Mert (2013). «Characteristics and genetic diversity of bioluminescent Shewanella woodyi strains isolated from the Gulf of Izmir, Turkey». Folia Microbiologica 59 (1): 79-92. ISSN 0015-5632. PMID 23900860. doi:10.1007/s12223-013-0269-z.
- Liu N; Pak T; Boon EM (2010). «Characterization of a diguanylate cyclase from Shewanella woodyi with cyclase and phosphodiesterase activities.». Mol Biosyst 6 (9): 1561-4. PMID 20467666. doi:10.1039/c002246b.
- Liu, Niu; Xu, Yueming; Hossain, Sajjad; Huang, Nick; Coursolle, Dan; Gralnick, Jeffrey A.; Boon, Elizabeth M. (2012). «Nitric Oxide Regulation of Cyclic di-GMP Synthesis and Hydrolysis inShewanella woodyi». Biochemistry 51 (10): 2087-2099. ISSN 0006-2960. PMID 22360279. doi:10.1021/bi201753f.
- Hacker, Mary K. Caracterización de la Shewanella Woodyi Operon Lux.  Diss.  Universidad de Wisconsin — Milwaukee, 2001.